# Lo Scopone scientifico
Lo Scopone scientifico (bra: Semeando a Ilusão) é um filme italiano de 1972, do gênero comédia dramática, dirigido por Luigi Comencini, e estrelado por Alberto Sordi, Silvana Mangano, Joseph Cotten e Bette Davis. O filme foi distribuído nos Estados Unidos como The Scientific Cardplayer ou The Scopone Game.

## Sinopse
Uma mulher estadunidense idosa e milionária (Bette Davis) viaja para Roma todos os anos com seu motorista George (Joseph Cotten) para jogar o jogo de cartas Scopone com o desamparado Peppino (Alberto Sordi) e sua esposa Antonia (Silvana Mangano). O cenário anual permanece inalterado: ela doa as apostas iniciais e, no final das contas, vence o jogo, destruindo o sonho do casal de obter uma vitória e melhorar sua sorte na vida. Mas dessa vez, Cleopatra (Antonella Demaggi), a filha do casal, busca vingança em nome de seus pais.

## Elenco
- Alberto Sordi como Peppino
- Silvana Mangano como Antonia
- Joseph Cotten como George
- Bette Davis como A Milionária
- Antonella Demaggi como Cleopatra
- Mario Carotenuto como O Professor
- Domenico Modugno como Righetto
- Franca Scagnetti como Pasqualina

## Produção
Bette Davis estava de férias de três semanas no spa de saúde La Costa em Carlsbad, Califórnia, quando recebeu o roteiro. Com 24 horas de antecedência, ela voou para Roma para as filmagens, mas não soube que o diálogo seria gravado em italiano até o primeiro dia de gravação.
O filme marcou a terceira parceria de Davis e Joseph Cotten nas telas. Eles trabalharam juntos em "A Filha de Satanás" (1949) e "Com a Maldade na Alma" (1964).

## Prêmios e indicações
| Ano  | Cerimônia          | Categoria               | Indicado         | Resultado |
| ---- | ------------------ | ----------------------- | ---------------- | --------- |
| 1973 | David di Donatello | Melhor ator             | Alberto Sordi    | Venceu    |
| 1973 | David di Donatello | Melhor atriz            | Silvana Mangano  | Venceu    |
| 1973 | Nastro d'Argento   | Melhor ator coadjuvante | Mario Carotenuto | Venceu    |